# EuroPsy
EuroPsy (Evropský certifikát v psychologii) je profesní kvalifikace, která stanovuje standardy pro vzdělávání, odbornou přípravu a odborné kompetence psychologů. Základní certifikát EuroPsy představuje měřítko dosažené úrovně odbornosti a může být vydán psychologovi, který prokáže, že splňuje tyto standardy. Specializovaný certifikát EuroPsy v psychoterapii nebo v oblasti psychologie práce a organizace může být udělen psychologovi s pokročilejší úrovní vzdělání a odborné přípravy a se zkušenostmi v oboru.
Držitelé certifikátu EuroPsy jsou zapsáni v Evropském registru EuroPsy. Mohou být osloveni jakoukoli osobou nebo organizací, která hledá služby kvalifikovaného psychologa.
EuroPsy zaštiťuje Evropská federace psychologických asociací (EFPA), v níž jsou sdruženy národní psychologické asociace z 36 zemí v Evropě. Pravidla pro EuroPsy (EFPA, 2014), schválilo Valné shromáždění EFPA a lze je nalézt na webových stránkách EFPA. Rozbor jednotlivých aspektů projektu EuroPsy, včetně jeho zázemí a historie, jsou popsány v knize Lunt et al. (2014).

## Zásady a normy
Hlavním cílem iniciativy EuroPsy je chránit veřejnost před nekvalifikovanými poskytovateli psychologických služeb a podporovat dostupnost kompetentního psychologa pro každého občana a instituci v Evropě.
Certifikát EuroPsy je udělován žadateli na základě: 
- prokázaného ukončení akreditovaného studijního programu psychologie
- prokázané způsobilosti pro výkon praxe supervizí
- podpisu Meta-kodexu EFPA (https://web.archive.org/web/20170118060621/http://ethics.efpa.eu/meta-code/) a profesního etického kodexu v zemi provozované praxe.

Podmínkou získání základního certifikátu EuroPsy je absolvování studia psychologie (bakalářský stupeň 3 roky, magisterský 2 roky). Po dokončení studia je požadován další rok práce pod supervizí, v rámci zvolené praxe. Taková supervize by měla rozvíjet psychologovy schopnosti a dovednosti potřebné v profesionální praxi. Certifikát může být udělen tehdy, pokud lze očekávat, že žadatel bude následně odbornou psychologickou praxi řádně vykonávat.
Požadavky pro specializovaný certifikát EuroPsy se liší podle oblastí praxe. Je zejména zapotřebí prokázat nejméně tři roky dalších pracovních zkušeností, stejně jako další vzdělávání v oboru. Na základě národního kodexu je možné udělit sankce, v případě, že výbor odborníků shledá stížnost na profesní pochybení psychologa jako oprávněnou.

## Celoživotní vzdělávání - pokračující profesní rozvoj
Certifikáty EuroPsy mají omezenou platnost. Po uplynutí sedmi let musí držitel požádat o jeho prodloužení a předložit důkazy o pokračující praxi a profesním rozvoji prostřednictvím např. účasti v akreditovaných kurzech, supervizích či přednášek pro odbornou veřejnost.

## Organizační struktura
Pro záležitosti certifikátu EuroPsy založila EFPA Evropskou komisi pro EuroPsy (European Awarding Committee – EAC). EAC deleguje pravomoc udílet certifikáty EuroPsy Národním komisím pro EuroPsy (NAC) v jednotlivých členských zemích EFPA. EAC úzce spolupracuje s kanceláří EFPA se sídlem v Bruselu.